# Marcel Herzog
Marcel Herzog (* 28. Juni 1980 in Winterthur) ist ein ehemaliger Schweizer Fussballtorhüter.

## Karriere
Herzog begann 1990 beim FC Bubendorf mit dem Fussballspielen. Im Juli 1997 wechselte er zu Concordia Basel, wo er bis 2001 blieb. Anschliessend unterschrieb der Torhüter beim FC Basel. Zu Beginn der Spielzeit 2003/04 ging Herzog zum FC Schaffhausen, wo er am 20. Mai 2007 sein 100. Spiel in der Axpo Super League bestritt.   
Zur Saison 2007/08 wechselte Herzog ins Ausland und unterschrieb in Deutschland beim zuvor in die Bundesliga aufgestiegenen MSV Duisburg, mit dem er im Sommer 2008 in die 2. Bundesliga abstieg. Nach vier Jahren ging Herzog im Juni 2011 in die Heimat zurück und unterschrieb beim FC Basel, der zuvor die Schweizer Meisterschaft errungen hatte, einen Einjahresvertrag. Er absolvierte ein Pflichtspiel, der Vertrag wurde anschliessend nicht verlängert. Daraufhin wechselte er zum Aufsteiger FC St. Gallen.
Beim FCSG kam Herzog mehrheitlich im Cup zum Einsatz, in der Meisterschaft durfte er sein Debüt beim letzten Saison-Spiel in Basel geben. Im Dezember 2013 kam Herzog auch zu seinem ersten Spiel in der UEFA Europa League, als man den walisischen Premier-League-Verein Swansea City im letzten Spiel der Gruppenphase mit 1:0 besiegte. In den letzten fünf Spielen der Saison 2013/14 war Herzog der Stammtorhüter.
Am 6. Januar 2017 verkündete Herzog seinen Rücktritt aus dem Profifussball, nachdem er mit einer Aduktorenverletzung zu kämpfen hatte.

## Titel und Erfolge
Concordia Basel
- Aufstieg in die Nationalliga B (jetzt Challenge League): 2001

FC Schaffhausen
- Aufstieg in die Axpo Super League 2004

FC Basel
- Schweizer Meister: 2012
- Schweizer Cupsieger: 2012